# Kanton Monistrol-sur-Loire
Kanton Monistrol-sur-Loire (fr. Canton de Monistrol-sur-Loire) je francouzský kanton v departementu Haute-Loire v regionu Auvergne. Tvoří ho čtyři obce.

## Obce kantonu
- Beauzac
- La Chapelle-d'Aurec
- Monistrol-sur-Loire
- Saint-Maurice-de-Lignon